# Coupe de futsal de l'UEFA 2016-2017
Navigation
Édition précédente Édition suivante
La Coupe de futsal de l’UEFA 2016-2017 est la seizième édition de la Coupe de futsal de l’UEFA, la plus prestigieuse coupe européenne des clubs européens. Créée par l'UEFA, les éliminatoires de la compétition sont ouverts aux clubs de futsal des associations membres de l'UEFA, qualifiés en fonction de leurs bons résultats en championnat.
La finale à quatre se tiendra en avril 2017 à Almaty au Kazakhstan.

## Format de la compétition
Les trois premiers tours de la coupe de futsal de l'UEFA se déroulent sous la forme d'une succession de mini-tournois à quatre équipes. Ces tournois toutes rondes se déroulent sur le terrain de l'une des équipes (notée H dans les tableaux qui suivent) et durent quatre jours dont un jour de repos. Le nombre de qualifiés dépend du tour : seul le vainqueur du groupe accède au tour suivant pour les tours préliminaire (1er tour) et élite (3e tour) alors qu'il y a deux qualifiés lors du tour principal (2e tour).
La dernière phase est une finale à quatre qui se déroule elle aussi sur le terrain d'un des participants. Les demi-finales sont suivies, deux jours après, du match pour la troisième place et de la finale.

### Calendrier
| Nom               | Tirage au sort  | Matchs                    | Participants        | Qualifiés |
| ----------------- | --------------- | ------------------------- | ------------------- | --------- |
| Tour préliminaire | 7 juillet 2016  | du 16 au 21 août 2016     | 32                  | 8         |
| Tour principal    | 7 juillet 2016  | du 11 au 15 octobre 2016  | 24 dont 16 entrants | 12        |
| Tour élite        | 21 octobre 2016 | du 23 au 27 novembre 2016 | 16 dont 4 entrants  | 4         |
| Phase finale      | 4 mars 2017     | 28 et 30 avril 2017       | 4                   | -         |

## Clubs participants
Chaque association membre de l'UEFA peut inscrire son champion national. Le tour d'entrée est déterminé en fonction des résultats précédents du club en question mais aussi des autres clubs de son pays. Le tenant du titre est qualifié, même s'il n'a n'a pas remporté le championnat domestique,.

### Entrants au tour élite
- Gazprom-Iougra IougorskTT (34,000)
- Kairat Almaty (50,333)
- Inter FS (43,500)
- Dinamo Moscou (33,000)

TT Tenant du titre

### Entrants au tour principal
- Sporting CP (26,166)
- Araz Nakhitchevan (en) (20,501)
- Economac Kragujevac (en) (20,000)
- EP Chrudim (en) (19,001)
- ETO Győr (en) (14,168)
- Nikars Riga (en) (12,500)
- LSM Lida (ru) (10,833)
- Zelezarec Skopje (it) (9,501)
- FSP Halle-Gooik (9,000)
- FC Grand Pro Varna (8,625)
- Kremlin-Bicêtre futsal (8,500)
- City'US Târgu Mureș (en) (6,834)
- Energia Lviv (en) (6,834)
- Pinerola Bratislava (it) (6,500)
- Real Rieti (en) (6,334)
- Nacional Zagreb (en) (5,501)

### Entrants au tour préliminaire
- APOEL Nicosie (en) (5,000)
- Athina 90 (en) (4,500)
- Centar Sarajevo (4,167)
- Oxford City Lions FC (3,834)
- Sievi Futsal (it) (3,001)
- Hamburg Panthers (en) (2,750)
- Amsterdam SV (2,667)
- Brezje Maribor (en) (2,500)
- Tbilissi SU (1,834)
- IFK Göteborg (sv) (1,584)
- JB Futsal Gentofte (1,250)
- KS Zduńska Wola (1,167)
- Blue Magic FC Dublin (1,083)
- Sandefjord Futsal (it) (1,083)
- Istanbul Üniversitesi SK (0,999)
- FC Encamp (0,999)
- FCA Classic Chisinau (0,875)
- Lynx FC (0,834)
- KF Tirana (en) (0,750)
- Valletta FC (0,750)
- Military Futsal Team (0,584)
- SC Kaiserebersdorf (0,584)
- ASA Tel-Aviv (Futsal) (0,500)
- ASUE Erevan (0,334)
- AFM Futsal Maniacs (0,334)
- FC Cosmos (0,250)
- FK Baltija (0,167)
- Cardiff University FC (0,000)
- Wattcell Futsal Club (0,000)
- FC Munsbach (0,000)
- FC Feniks (en) (0,000)
- SS Tre Fiori FC (0,000)

## Tour préliminaire

### Groupe A
| Rang | Équipe             | Pts | J | G | N | P | Bp | Bc | Diff |  | Résultats          |  |     |     |     |
| ---- | ------------------ | --- | - | - | - | - | -- | -- | ---- |  | ------------------ |  | --- | --- | --- |
| 1    | APOEL Nicosie (en) | 7   | 3 | 2 | 1 | 0 | 20 | 17 | +3   |  | APOEL Nicosie (en) |  | 4-3 | 7-7 | 9-7 |
| 2    | JB Futsal Gentofte | 6   | 3 | 2 | 0 | 1 | 17 | 10 | +7   |  | JB Futsal Gentofte |  |     | 6-4 | 8-2 |
| 3    | ASUE ErevanH       | 4   | 3 | 1 | 1 | 1 | 14 | 15 | -1   |  | ASUE ErevanH       |  |     |     | 3-2 |
| 4    | AFM Futsal Maniacs | 0   | 3 | 0 | 0 | 3 | 11 | 20 | -9   |  | AFM Futsal Maniacs |  |     |     |     |

### Groupe B
| Rang | Équipe                | Pts | J | G | N | P | Bp | Bc | Diff |  | Résultats             |  |     |     |     |
| ---- | --------------------- | --- | - | - | - | - | -- | -- | ---- |  | --------------------- |  | --- | --- | --- |
| 1    | Athina 90 (en)        | 9   | 3 | 3 | 0 | 0 | 14 | 10 | +4   |  | Athina 90 (en)        |  | 7-6 | 4-2 | 3-2 |
| 2    | Military Futsal TeamH | 6   | 3 | 2 | 0 | 1 | 14 | 8  | +6   |  | Military Futsal TeamH |  |     | 3-1 | 5-0 |
| 3    | Blue Magic FC Dublin  | 1   | 3 | 0 | 1 | 2 | 6  | 10 | -4   |  | Blue Magic FC Dublin  |  |     |     | 3-3 |
| 4    | SS Tre Fiori FC       | 1   | 3 | 0 | 1 | 2 | 5  | 11 | -6   |  | SS Tre Fiori FC       |  |     |     |     |

### Groupe C
| Rang | Équipe                 | Pts | J | G | N | P | Bp | Bc | Diff |  | Résultats              |  |     |     |     |
| ---- | ---------------------- | --- | - | - | - | - | -- | -- | ---- |  | ---------------------- |  | --- | --- | --- |
| 1    | Hamburg Panthers (en)  | 7   | 3 | 2 | 1 | 0 | 12 | 6  | +6   |  | Hamburg Panthers (en)  |  | 4-2 | 2-2 | 6-2 |
| 2    | FCA Classic ChisinauH  | 4   | 3 | 1 | 1 | 1 | 5  | 6  | -1   |  | FCA Classic ChisinauH  |  |     | 2-2 | 1-0 |
| 3    | Sandefjord Futsal (it) | 3   | 3 | 0 | 3 | 0 | 8  | 8  | 0    |  | Sandefjord Futsal (it) |  |     |     | 4-4 |
| 4    | Cardiff University FC  | 1   | 3 | 0 | 1 | 2 | 6  | 11 | -5   |  | Cardiff University FC  |  |     |     |     |

### Groupe D
| Rang | Équipe                   | Pts | J | G | N | P | Bp | Bc | Diff |  | Résultats                |  |     |     |     |
| ---- | ------------------------ | --- | - | - | - | - | -- | -- | ---- |  | ------------------------ |  | --- | --- | --- |
| 1    | Centar Sarajevo          | 9   | 3 | 3 | 0 | 0 | 22 | 7  | +15  |  | Centar Sarajevo          |  | 4-1 | 9-3 | 9-3 |
| 2    | FK BaltijaH              | 6   | 3 | 2 | 0 | 1 | 11 | 9  | +2   |  | FK BaltijaH              |  |     | 6-3 | 4-2 |
| 3    | Istanbul Üniversitesi SK | 3   | 3 | 1 | 0 | 2 | 14 | 19 | -5   |  | Istanbul Üniversitesi SK |  |     |     | 8-4 |
| 4    | Lynx FC                  | 0   | 3 | 0 | 0 | 3 | 9  | 21 | -12  |  | Lynx FC                  |  |     |     |     |

### Groupe E
| Rang | Équipe              | Pts | J | G | N | P | Bp | Bc | Diff |  | Résultats           |  |     |     |      |
| ---- | ------------------- | --- | - | - | - | - | -- | -- | ---- |  | ------------------- |  | --- | --- | ---- |
| 1    | IFK Göteborg (sv)   | 9   | 3 | 3 | 0 | 0 | 7  | 4  | +3   |  | IFK Göteborg (sv)   |  | 3-2 | 2-1 | 2-1  |
| 2    | Amsterdam SV        | 6   | 3 | 2 | 0 | 1 | 18 | 9  | +9   |  | Amsterdam SV        |  |     | 5-4 | 11-2 |
| 3    | SC KaiserebersdorfH | 3   | 3 | 1 | 0 | 2 | 8  | 9  | -1   |  | SC KaiserebersdorfH |  |     |     | 3-2  |
| 4    | FC Cosmos           | 0   | 3 | 0 | 0 | 3 | 5  | 16 | -11  |  | FC Cosmos           |  |     |     |      |

### Groupe F
| Rang | Équipe               | Pts | J | G | N | P | Bp | Bc | Diff |  | Résultats            |  |     |     |      |
| ---- | -------------------- | --- | - | - | - | - | -- | -- | ---- |  | -------------------- |  | --- | --- | ---- |
| 1    | Tbilissi SU          | 9   | 3 | 3 | 0 | 0 | 23 | 8  | +15  |  | Tbilissi SU          |  | 5-4 | 6-0 | 12-4 |
| 2    | Sievi Futsal (it)H   | 6   | 3 | 2 | 0 | 1 | 24 | 11 | +13  |  | Sievi Futsal (it)H   |  |     | 7-3 | 13-3 |
| 3    | Valletta FC          | 3   | 3 | 1 | 0 | 2 | 12 | 16 | -4   |  | Valletta FC          |  |     |     | 9-3  |
| 4    | Wattcell Futsal Club | 0   | 3 | 0 | 0 | 3 | 10 | 34 | -24  |  | Wattcell Futsal Club |  |     |     |      |

### Groupe G
| Rang | Équipe               | Pts | J | G | N | P | Bp | Bc | Diff |  | Résultats            |  |     |      |     |
| ---- | -------------------- | --- | - | - | - | - | -- | -- | ---- |  | -------------------- |  | --- | ---- | --- |
| 1    | Brezje Maribor (en)H | 9   | 3 | 3 | 0 | 0 | 24 | 8  | +16  |  | Brezje Maribor (en)H |  | 6-4 | 14-5 | 4-2 |
| 2    | KS Zduńska Wola      | 6   | 3 | 2 | 0 | 1 | 22 | 13 | +9   |  | KS Zduńska Wola      |  |     | 10-4 | 8-3 |
| 3    | FC Munsbach          | 3   | 3 | 1 | 0 | 2 | 11 | 25 | -14  |  | FC Munsbach          |  |     |      | 5-1 |
| 4    | KF Tirana (en)       | 0   | 3 | 0 | 0 | 3 | 6  | 17 | -11  |  | KF Tirana (en)       |  |     |      |     |

### Groupe H
| Rang | Équipe               | Pts | J | G | N | P | Bp | Bc | Diff |  | Résultats            |  |     |     |      |
| ---- | -------------------- | --- | - | - | - | - | -- | -- | ---- |  | -------------------- |  | --- | --- | ---- |
| 1    | FC Feniks (en)       | 9   | 3 | 3 | 0 | 0 | 21 | 2  | +19  |  | FC Feniks (en)       |  | 3-2 | 6-0 | 12-0 |
| 2    | Oxford City Lions FC | 6   | 3 | 2 | 0 | 1 | 13 | 5  | +8   |  | Oxford City Lions FC |  |     | 5-0 | 6-2  |
| 3    | ASA Tel-Aviv         | 3   | 3 | 1 | 0 | 2 | 2  | 12 | -10  |  | ASA Tel-Aviv         |  |     |     | 2-1  |
| 4    | FC EncampH           | 0   | 3 | 0 | 0 | 3 | 3  | 20 | -17  |  | FC EncampH           |  |     |     |      |

## Tour principal
L'astérisque signale les clubs issus du tour préliminaire.

### Groupe 1
| Rang | Équipe               | Pts | J | G | N | P | Bp | Bc | Diff |  | Résultats            |  |     |     |      |
| ---- | -------------------- | --- | - | - | - | - | -- | -- | ---- |  | -------------------- |  | --- | --- | ---- |
| 1    | ETO Győr (en)        | 9   | 3 | 3 | 0 | 0 | 17 | 5  | +12  |  | ETO Győr (en)        |  | 4-0 | 3-2 | 10-3 |
| 2    | Brezje Maribor (en)* | 3   | 3 | 1 | 0 | 2 | 7  | 8  | -1   |  | Brezje Maribor (en)* |  |     | 6-2 | 1-2  |
| 3    | Energia Lviv (en)H   | 3   | 3 | 1 | 0 | 2 | 8  | 10 | -2   |  | Energia Lviv (en)H   |  |     |     | 4-1  |
| 4    | KB futsal            | 3   | 3 | 1 | 0 | 2 | 6  | 15 | -9   |  | KB futsal            |  |     |     |      |

### Groupe 2
| Rang | Équipe                 | Pts | J | G | N | P | Bp | Bc | Diff |  | Résultats              |  |     |     |      |
| ---- | ---------------------- | --- | - | - | - | - | -- | -- | ---- |  | ---------------------- |  | --- | --- | ---- |
| 1    | Araz Nakhitchevan (en) | 9   | 3 | 3 | 0 | 0 | 23 | 5  | +18  |  | Araz Nakhitchevan (en) |  | 1-0 | 7-4 | 15-4 |
| 2    | FC Feniks (en)*        | 6   | 3 | 2 | 0 | 1 | 12 | 4  | +8   |  | FC Feniks (en)*        |  |     | 7-3 | 5-0  |
| 3    | Tbilissi SU*           | 3   | 3 | 1 | 0 | 2 | 14 | 14 | 0    |  | Tbilissi SU*           |  |     |     | 10-0 |
| 4    | Zelezarec Skopje (it)H | 0   | 3 | 0 | 0 | 3 | 4  | 30 | -26  |  | Zelezarec Skopje (it)H |  |     |     |      |

### Groupe 3
| Rang | Équipe                 | Pts | J | G | N | P | Bp | Bc | Diff |  | Résultats              |  |     |     |     |
| ---- | ---------------------- | --- | - | - | - | - | -- | -- | ---- |  | ---------------------- |  | --- | --- | --- |
| 1    | Nikars Riga (en)       | 9   | 3 | 3 | 0 | 0 | 12 | 4  | +8   |  | Nikars Riga (en)       |  | 5-1 | 5-2 | 2-1 |
| 2    | Hamburg Panthers (en)* | 6   | 3 | 2 | 0 | 1 | 10 | 12 | -2   |  | Hamburg Panthers (en)* |  |     | 4-3 | 5-4 |
| 3    | IFK Göteborg (sv)*     | 3   | 3 | 1 | 0 | 2 | 11 | 14 | -3   |  | IFK Göteborg (sv)*     |  |     |     | 6-5 |
| 4    | FC Grand Pro VarnaH    | 0   | 3 | 0 | 0 | 3 | 10 | 13 | -3   |  | FC Grand Pro VarnaH    |  |     |     |     |

### Groupe 4
| Rang | Équipe                    | Pts | J | G | N | P | Bp | Bc | Diff |  | Résultats                 |  |     |     |     |
| ---- | ------------------------- | --- | - | - | - | - | -- | -- | ---- |  | ------------------------- |  | --- | --- | --- |
| 1    | Economac Kragujevac (en)H | 9   | 3 | 3 | 0 | 0 | 11 | 3  | +8   |  | Economac Kragujevac (en)H |  | 5-1 | 1-0 | 5-2 |
| 2    | Nacional Zagreb (en)      | 6   | 3 | 2 | 0 | 1 | 8  | 5  | +3   |  | Nacional Zagreb (en)      |  |     | 1-0 | 6-0 |
| 3    | LSM Lida (ru)             | 3   | 3 | 1 | 0 | 2 | 3  | 3  | 0    |  | LSM Lida (ru)             |  |     |     | 3-1 |
| 4    | Athina 90 (en)*           | 0   | 3 | 0 | 0 | 3 | 3  | 14 | -11  |  | Athina 90 (en)*           |  |     |     |     |

### Groupe 5
| Rang | Équipe           | Pts | J | G | N | P | Bp | Bc | Diff |  | Résultats        |  |     |     |     |
| ---- | ---------------- | --- | - | - | - | - | -- | -- | ---- |  | ---------------- |  | --- | --- | --- |
| 1    | Sporting CP      | 9   | 3 | 3 | 0 | 0 | 16 | 2  | +14  |  | Sporting CP      |  | 4-0 | 5-4 | 7-1 |
| 2    | Real Rieti (en)H | 4   | 3 | 1 | 1 | 1 | 9  | 9  | 0    |  | Real Rieti (en)H |  |     | 2-2 | 7-3 |
| 3    | FSP Halle-Gooik  | 4   | 3 | 1 | 1 | 1 | 7  | 10 | -3   |  | FSP Halle-Gooik  |  |     |     | 4-3 |
| 4    | Centar Sarajevo* | 0   | 3 | 0 | 0 | 3 | 7  | 18 | -11  |  | Centar Sarajevo* |  |     |     |     |

### Groupe 6
| Rang | Équipe                   | Pts | J | G | N | P | Bp | Bc | Diff |  | Résultats                |  |     |     |     |
| ---- | ------------------------ | --- | - | - | - | - | -- | -- | ---- |  | ------------------------ |  | --- | --- | --- |
| 1    | EP Chrudim (en)H         | 9   | 3 | 3 | 0 | 0 | 14 | 1  | +13  |  | EP Chrudim (en)H         |  | 3-0 | 7-0 | 4-1 |
| 2    | City'US Târgu Mureș (en) | 4   | 3 | 1 | 1 | 1 | 11 | 9  | +2   |  | City'US Târgu Mureș (en) |  |     | 3-3 | 8-3 |
| 3    | APOEL Nicosie (en)*      | 4   | 3 | 1 | 1 | 1 | 9  | 15 | -6   |  | APOEL Nicosie (en)*      |  |     |     | 6-5 |
| 4    | Pinerola Bratislava (it) | 0   | 3 | 0 | 0 | 3 | 9  | 18 | -9   |  | Pinerola Bratislava (it) |  |     |     |     |

## Tour élite
L'astérisque signale les clubs issus du tour préliminaire.

### Groupe A
| Rang | Équipe           | Pts | J | G | N | P | Bp | Bc | Diff |  | Résultats        |  |     |     |     |
| ---- | ---------------- | --- | - | - | - | - | -- | -- | ---- |  | ---------------- |  | --- | --- | --- |
| 1    | Kairat AlmatyH   | 9   | 3 | 3 | 0 | 0 | 13 | 3  | +10  |  | Kairat AlmatyH   |  | 3-2 | 4-1 | 6-0 |
| 2    | Real Rieti (en)  | 6   | 3 | 2 | 0 | 1 | 15 | 6  | +9   |  | Real Rieti (en)  |  |     | 7-0 | 6-3 |
| 3    | Nikars Riga (en) | 3   | 3 | 1 | 0 | 2 | 5  | 14 | -9   |  | Nikars Riga (en) |  |     |     | 4-3 |
| 4    | FC Feniks (en)*  | 0   | 3 | 0 | 0 | 3 | 6  | 16 | -10  |  | FC Feniks (en)*  |  |     |     |     |

### Groupe B
| Rang | Équipe                  | Pts | J | G | N | P | Bp | Bc | Diff |  | Résultats               |  |     |     |      |
| ---- | ----------------------- | --- | - | - | - | - | -- | -- | ---- |  | ----------------------- |  | --- | --- | ---- |
| 1    | Gazprom-Iougra Iougorsk | 9   | 3 | 3 | 0 | 0 | 13 | 1  | +12  |  | Gazprom-Iougra Iougorsk |  | 5-1 | 4-0 | 4-0  |
| 2    | Nacional Zagreb (en)H   | 6   | 3 | 2 | 0 | 1 | 14 | 7  | +7   |  | Nacional Zagreb (en)H   |  |     | 2-1 | 11-0 |
| 3    | Araz Nakhitchevan (en)  | 3   | 3 | 1 | 0 | 2 | 6  | 7  | -1   |  | Araz Nakhitchevan (en)  |  |     |     | 5-1  |
| 4    | Hamburg Panthers (en)*  | 0   | 3 | 0 | 0 | 3 | 2  | 20 | -18  |  | Hamburg Panthers (en)*  |  |     |     |      |

### Groupe C
| Rang | Équipe                   | Pts | J | G | N | P | Bp | Bc | Diff |  | Résultats                |  |     |     |     |
| ---- | ------------------------ | --- | - | - | - | - | -- | -- | ---- |  | ------------------------ |  | --- | --- | --- |
| 1    | Inter FS                 | 9   | 3 | 3 | 0 | 0 | 13 | 2  | +11  |  | Inter FS                 |  | 2-0 | 3-1 | 8-1 |
| 2    | EP Chrudim (en)          | 3   | 3 | 1 | 0 | 2 | 4  | 4  | 0    |  | EP Chrudim (en)          |  |     | 4-1 | 0-1 |
| 3    | Brezje Maribor (en)*H    | 3   | 3 | 1 | 0 | 2 | 8  | 9  | -1   |  | Brezje Maribor (en)*H    |  |     |     | 6-2 |
| 4    | Economac Kragujevac (en) | 3   | 3 | 1 | 0 | 2 | 4  | 14 | -10  |  | Economac Kragujevac (en) |  |     |     |     |

### Groupe D
| Rang | Équipe                   | Pts | J | G | N | P | Bp | Bc | Diff |  | Résultats                |  |     |     |      |
| ---- | ------------------------ | --- | - | - | - | - | -- | -- | ---- |  | ------------------------ |  | --- | --- | ---- |
| 1    | Sporting CPH             | 7   | 3 | 2 | 1 | 0 | 23 | 5  | +18  |  | Sporting CPH             |  | 3-3 | 4-1 | 16-1 |
| 2    | Dinamo Moscou            | 7   | 3 | 2 | 1 | 0 | 19 | 5  | +14  |  | Dinamo Moscou            |  |     | 5-1 | 11-1 |
| 3    | ETO Győr (en)            | 3   | 3 | 1 | 0 | 2 | 7  | 9  | -2   |  | ETO Győr (en)            |  |     |     | 5-0  |
| 4    | City'US Târgu Mureș (en) | 0   | 3 | 0 | 0 | 3 | 2  | 32 | -30  |  | City'US Târgu Mureș (en) |  |     |     |      |

## Phase finale
La finale à quatre se déroule dans l'Almaty Arena (en), au Kazakhstan.
|  | Demi-finales            | Demi-finales        |                        |   | Finale                 | Finale                 |
|  | Demi-finales            | Demi-finales        |                        |   | Finale                 | Finale                 |
|  |                         |                     |                        |   |                        |                        |
|  | 28 avril, 18 heures     | 28 avril, 18 heures |                        |   | 30 avril, 19 heures 30 | 30 avril, 19 heures 30 |
|  | 28 avril, 18 heures     | 28 avril, 18 heures |                        |   | 30 avril, 19 heures 30 | 30 avril, 19 heures 30 |
|  | Gazprom-Iougra Iougorsk | 1                   |                        |   | 30 avril, 19 heures 30 | 30 avril, 19 heures 30 |
|  | Gazprom-Iougra Iougorsk | 1                   |                        |   | 30 avril, 19 heures 30 | 30 avril, 19 heures 30 |
|  | Sporting CP             | 2                   |                        |   | 30 avril, 19 heures 30 | 30 avril, 19 heures 30 |
|  | Sporting CP             | 2                   | Sporting CP            | 0 |                        |                        |
|  | 28 avril, 20 heures 30  |                     | Sporting CP            | 0 |                        |                        |
|  |                         | Inter FS            | 7                      |   |                        |                        |
|  | Inter FS                | Inter FS            | 7                      | 3 |                        |                        |
|  | Inter FS                |                     |                        | 3 |                        |                        |
|  | Kairat AlmatyH          | 2                   |                        |   |                        |                        |
|  | Kairat AlmatyH          | 2                   | Match pour la 3e place |   |                        |                        |
|  |                         |                     |                        |   |                        |                        |
|  | 30 avril, 17 heures     |                     |                        |   |                        |                        |
|  |                         |                     |                        |   |                        |                        |
|  | Gazprom-Iougra Iougorsk | 5                   |                        |   |                        |                        |
|  | Gazprom-Iougra Iougorsk | 5                   |                        |   |                        |                        |
|  | Kairat AlmatyH          | 5                   |                        |   |                        |                        |
|  | Kairat AlmatyH          | 5                   |                        |   |                        |                        |

### Demi-finales
| 28 avril 2017 | Gazprom-Iougra Iougorsk         | 1–2   | Sporting CP                               | Almaty Arena (en), Almaty              |                                        |
| 18 h          | Vladislav Shayakhmetov (en) 39e | (0–0) | 25e Alex Merlim (en) · 34e Dieguinho (en) | Arbitrage : Saša Tomić et Gábor Kovács | Arbitrage : Saša Tomić et Gábor Kovács |
| 18 h          | (rapport)                       |       |                                           | Arbitrage : Saša Tomić et Gábor Kovács | Arbitrage : Saša Tomić et Gábor Kovács |

| 28 avril 2017 | Inter FS                              | 3–2   | Kairat Almaty          | Almaty Arena (en), Almaty                       |                                                 |
| 20 h 30       | Ricardinho 13e 23e (pen.) · Ortiz 39e | (1–2) | 5e Cabreúva · 16e Igor | Arbitrage : Bogdan Sorescu et Alessandro Malfer | Arbitrage : Bogdan Sorescu et Alessandro Malfer |
| 20 h 30       | (rapport)                             |       |                        | Arbitrage : Bogdan Sorescu et Alessandro Malfer | Arbitrage : Bogdan Sorescu et Alessandro Malfer |

### Finales
| 30 avril 2017 | Gazprom-Iougra Iougorsk                                                               | 5–5   | Kairat Almaty                                                                         | Almaty Arena (en), Almaty                     |                                               |
| 17 h          | Shayakhmetov (en) 1re · Caio 14e · Lyskov (en) 23e · Divanei 37e (csc) · Marcênio 40e | (2–2) | 9e Dróth (it) · 16e (csc) Davydov (en) · 24e Tayebi (en) · 33e Cabreúva · 39e Divanei | Arbitrage : Alessandro Malfer et Gábor Kovács | Arbitrage : Alessandro Malfer et Gábor Kovács |
| 17 h          | (rapport)                                                                             |       |                                                                                       | Arbitrage : Alessandro Malfer et Gábor Kovács | Arbitrage : Alessandro Malfer et Gábor Kovács |
| 17 h          | Tirs au but 2-3                                                                       |       |                                                                                       | Arbitrage : Alessandro Malfer et Gábor Kovács | Arbitrage : Alessandro Malfer et Gábor Kovács |

| 30 avril 2017 | Sporting CP | 0–7   | Inter FS                                                                                          | Almaty Arena (en), Almaty                |                                          |
| 20 h 30       |             | (0–2) | 7e Bastezini · 16e Lolo (it) · 23e Rafael (en) · 24e 32e Mario Rivillos (en) · 34e 37e Ricardinho | Arbitrage : Saša Tomić et Bogdan Sorescu | Arbitrage : Saša Tomić et Bogdan Sorescu |
| 20 h 30       | (rapport)   |       |                                                                                                   | Arbitrage : Saša Tomić et Bogdan Sorescu | Arbitrage : Saša Tomić et Bogdan Sorescu |